# كيرسليي ابووا
كيرسليي ابووا (بالإنجليزية: Kersley Appou)‏ (24 أبريل 1970 بموريشيوس - ) هو لاعب كرة قدم موريشيوسي في مركز الهجوم. شارك مع منتخب موريشيوس لكرة القدم. أما مع النوادي، فقد لعب مع Curepipe Starlight SC ‏ وAS Port-Louis 2000 ‏ وAS Marsouins ‏ وPointe-aux-Sables Mates ‏ وUS Beau Bassin-Rose Hill ‏ ونادي بومبليموس.

## وصلات خارجية
- كيرسليي ابووا على موقع الاتحاد الدولي (مؤرشف)  (الإنجليزية)
- كيرسليي ابووا على موقع قاعدة بيانات كرة القدم.إي يو (الإنجليزية)
- كيرسليي ابووا على موقع ناشيونال فوتبول تيمز (الإنجليزية)